# Friedrich August Ludwig von Burgsdorff
Friedrich August Ludwig von Burgsdorff (* 23. März 1747 in Leipzig; † 16. Juni 1802 in Berlin) war ein deutscher Botaniker, Forstwissenschaftler und königlich-preußischer Oberforstmeister der Kurmark Brandenburg und geheimer Forstrat. Sein offizielles botanisches Autorenkürzel lautet „Burgsd.“.

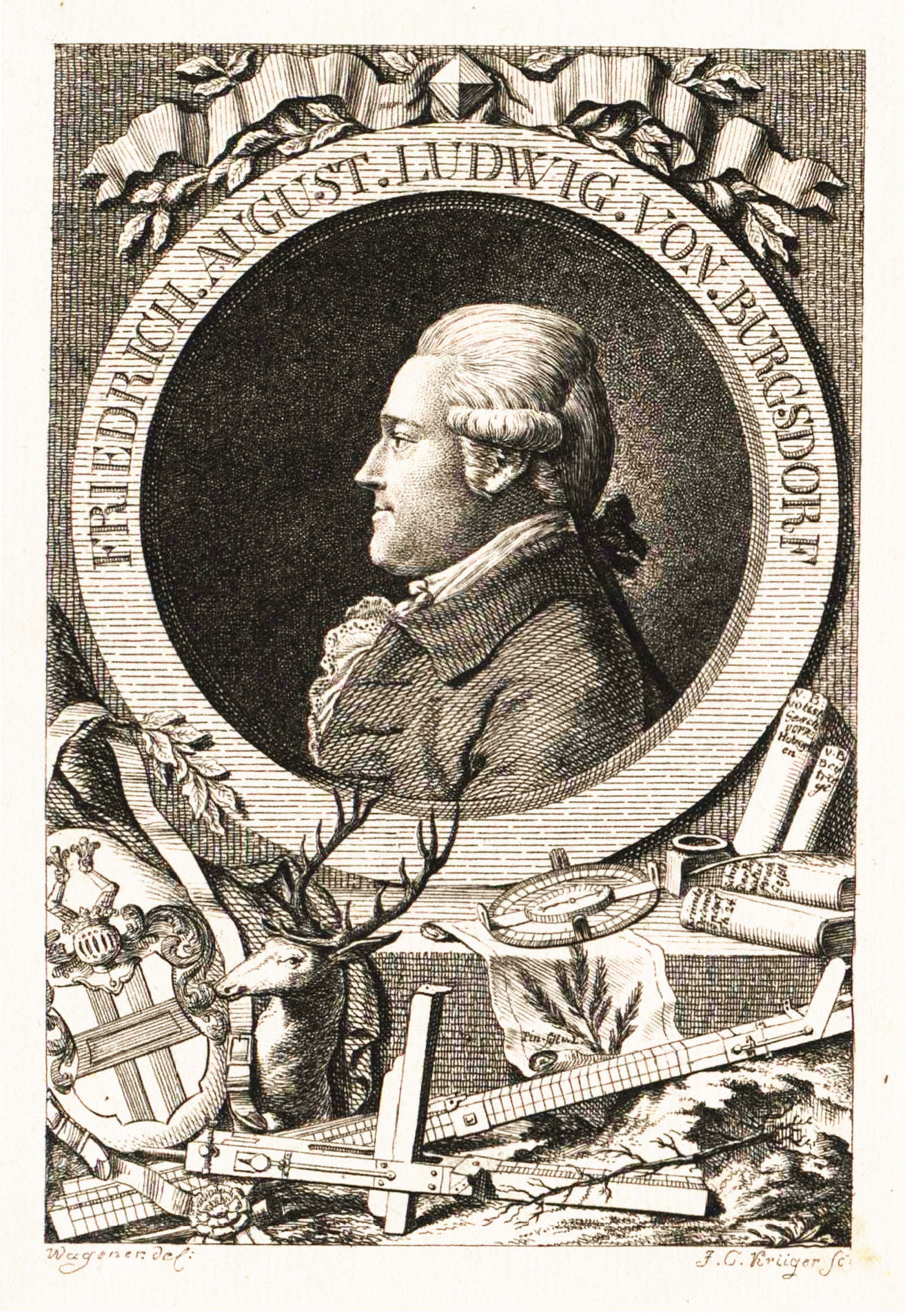
Friedrich August Ludwig von Burgsdorff

## Herkunft
Burgsdorff war der einzige Sohn des gothaischen Oberjägermeisters zu Altenburg Gottlieb von Burgsdorff (* 1691; † 12. Mai 1754), der verstarb, als sein Sohn eben 7 Jahre alt war. Seine Mutter war dessen dritte Frau Caroline Henriette von Stein (* 8. September 1711; † 16. August 1789), eine Tochter des Oberstleutnants und Stallmeisters Heinrich Sebastian von Stein.

## Leben

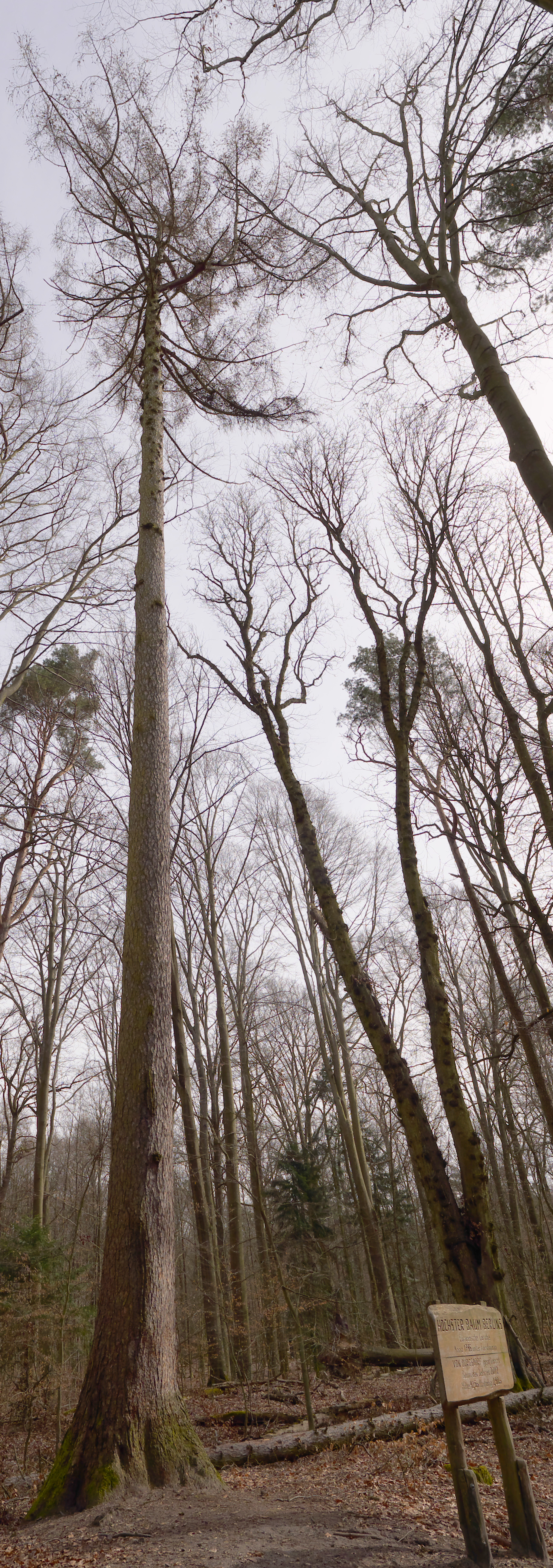
Der von von Burgsdorff 1795 im Tegeler Forst gepflanzte, höchste Baum Berlins (Stand 2012), die Burgsdorff-Lärche (links)

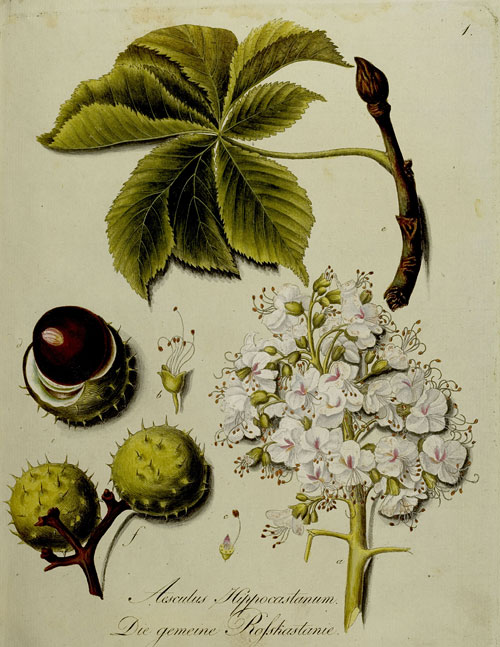
Kolorierter Kupferstich der Gewöhnlichen Rosskastanie aus einem Begleitheft von Burgsdorffs Forsthandbuch

Er ergriff zunächst die militärische Laufbahn, musste diese aber wegen eines unglücklichen Vorfalls aufgeben und trat in den gothaischen Forstdienst. Er legte ab 1762 in Georgenthal eine Forst- und Jagdlehre ab und wurde danach Jagdpage am gothaischen Hof. Ab 1767 absolvierte er seine Grand Tour durch Deutschland, Holland, England und Frankreich. Nach seiner Rückkehr besuchte er Verwandte in Preußen und hörte in Berlin Vorlesungen bei Johann Gottlieb Gleditsch an der neu gegründeten Forstschule. Am 25. Juni 1773 heiratete er Friederike Sophie von Burgsdorff aus dem Hause Grünrade.
Trotz einiger Protektion erwies es sich als schwierig, eine Stelle zu finden. 1777 übernahm er gegen Zahlung eines Abstands und einer Pension von dem invaliden Hauptmann von Ziegenhorn die Mittel- und Uckermärkische Forstratsstelle mit Arbeitsstelle in der Oberförsterei Tegel. Dort legte er eine Nadelholzsamen-Darre an und begann mit Baumsamen zu handeln. Darunter befanden sich auch die Samen fremdländischer Baumarten, für deren Anbau er in der Folge bekannt wurde. Außerdem begann er, forstwissenschaftliche Aufsätze zu veröffentlichen, wodurch man auf ihn aufmerksam wurde. Am 11. Juni 1782 wurde er in die Gesellschaft Naturforschender Freunde zu Berlin aufgenommen.
In dieser Gesellschaft regte er 1789 die Untersuchung der Vorfälle in der Försterei Tegel (er selbst wohnte inzwischen in Berlin) an, die als Spuk von Tegel bekannt wurden und sogar Eingang in Goethes Faust I fanden („Das Teufelspack, es fragt nach keiner Regel. / Wir sind so klug, und dennoch spukt’s in Tegel.“).
1786 wurde er zum korrespondierenden Mitglied der Göttinger Akademie der Wissenschaften gewählt. 1787 erhielt er von Friedrich Wilhelm II. den Auftrag, „die unwissenden Jagdpagen in der Forstwissenschaft zu unterrichten“ und ein Forsthandbuch zu verfassen. Zudem hielt er als Direktor der Forstakademie in Berlin öffentliche Vorlesungen. Am 1. Oktober 1789 wurde er in die Berliner Akademie der Wissenschaften aufgenommen. 1797 wurde er zum Oberforstmeister der Kurmark Brandenburg und Geheimrat ernannt. Am 31. August 1784 starb seine Frau nach der Geburt des achten Kindes. Am 19. Januar 1785 heiratete er deren Schwester.
Sein Handel mit Baumsamen hatte inzwischen einige Ausdehnung erfahren. Er lieferte Baumsamen bis nach Nordamerika. Bekannt wurden dabei die Burgsdorffschen Kisten, die einen einheitlichen Satz mit 100 Sorten Baumsamen bzw. -stecklingen enthielten, sowie eine Anleitung, wie diese eingepflanzt werden sollten.
Am 15. Januar 1801 erlitt er einen Schlaganfall, von dem er sich zunächst erholte. Am 18. Juni 1802 verstarb er nach einem Fieber im Alter von 55 Jahren. Im Revier Tegel erinnern ein Findling mit Inschrift am Schwarzen Weg in Höhe der Halbinsel Reiherwerder und eine Tafel bei einer von ihm seinerzeit gepflanzten Lärche, die inzwischen der höchste Baum Berlins ist, an den verdienten Forstwissenschaftler und Botaniker.

## Werke
- Beiträge zur Erweiterung der Forstwissenschaft. 1780, Digitalisat
- Versuch einer vollständigen Geschichte vorzüglicher Holzarten. 2 Teile. 1783 u. 1887/1800
- Anleitung zur sichern Erziehung und zweckmaeßigen Anpflanzung, der einheimischen und fremden Holzarten, welche in Deutschland und unter aehnlichen Klima im Freyen fortkommen. 2 Bde. Berlin 1787, Band 1, Band 2
- Abhandlung über die Vortheile vom ungesäumten, ausgedehnten Anbau einiger in den Königl. Preußischen Staaten noch ungewöhnlichen Holzarten Digitalisat
- Forsthandbuch oder allgemeiner theoretisch-praktischer Lehrbegriff sämmtlicher Försterwissenschaften. 2 Bde. 1788/1796, Band 1, Band 2
- Abbildung Der Hundert Deutschen Wilden Holz-Arten Nach Dem Numern-Verzeichnis Im Forst-Handbuch von F. A. L. Burgsdorf. Kolorierte Kupferstiche von Johann Daniel Reitter und Gottlieb Friedrich Abel (1750–1822) als Beilage des Forsthandbuches. 5 Hefte. Stuttgart 1790–1795, Digitalisat
- Einleitung in die Dendrologie oder systematischer Grundriß der Forstnaturkunde und Naturgeschichte : entworfen … zur Uebersicht und zum Leitfaden des Unterrichts in diesen Wissenschaften als eine Beylage zum ersten Theile des Forsthandbuches. 1800, Digitalisat
- Abhandlung vom Umwerfen oder Ausroden der Waldbaeume. Stettin 1801

## Familie
Er heiratete am 25. Juni 1773 in Grünrade bei Königsberg Frederike Sophie von Burgsdorff (* 14. November 1752; † 31. August 1784) aus dem Haus Grünrade. Das Paar hatte mehrere Kinder, darunter:
- August (* 2. Mai 1774; † 12. Oktober 1780)
- Wilhelm Karl Friedrich (* 3. Mai 1775; † 16. Februar 1849), Direktor von Trakehnen ⚭ Amalie von Normann (* 1. Juni 1780; † 5. Oktober 1848)
- Ludwig Julius Ferdinand (* 27. Dezember 1777; † in Russland) königlich preußischer Forstkommissar
- Karl Friedrich Wilhelm (* 15. Februar 1781; † 8. April 1858), Oberlandforstmeister

⚭  1810 (Scheidung 1817) Henriette Friederike Wilhelmine Tugendreich von Borcke (* 27. April 1788; † 26. März 1823); diese Juni 1819 ⚭ August Friedrich Ludwig von Bötticher (* 6. Mai 1778; † 21. September 1838)
⚭  1818 Henriette von Puttkamer (* 25. Februar 1799; † 30. Dezember 1878)
- Friedrich Wilhelm Karl (* 15. Februar 1781; † 14. November 1837) ⚭ Sophie von Buddenbrock (* 1. Januar 1781; † 16. April 1844)
- Charlotte Caroline Henriette Louise (* 7. Mai 1782; † 23. Dezember 1862)

Nach dem Tod seiner ersten Frau heiratete er am 19. Januar 1785 ihre Schwester Magarethe Tugendreich von Burgsdorff (* 1. Dezember 1741; † 14. Dezember 1808).

## Ehrungen
Nach ihm wurde eine Gattung Burgsdorfia Moench aus der Familie der Lippenblütler (Lamiaceae) benannt.